# Dymasius festivus
Dymasius festivus là một loài bọ cánh cứng trong họ Cerambycidae.